# Erythrolamprus breviceps
Erythrolamprus breviceps – gatunek niejadowitego węża z rodziny połozowatych (Colubridae). Występuje w dorzeczu Amazonki i regionie Gujana. Prowadzi dzienny tryb życia.

## Systematyka
Takson ten po raz pierwszy zgodnie z zasadami nazewnictwa binominalnego opisał w 1860 roku Edward Drinker Cope na łamach „Proceedings of the Academy of Natural Sciences of Philadelphia”. Autor nadał gatunkowi nazwę Liophis breviceps. Jako miejsce typowe podał Surinam. Holotyp ANSP 3967 to samica o długości 442 mm, odłowiona przez C.J. Heringa w 1860 roku. W 2012 roku w wyniku badań filogenetycznych Grazziotin z współpracownikami przenieśli ten gatunek do rodzaju Erythrolamprus.

### Etymologia
- Erythrolamprus: gr. ερυθρος eruthros „czerwony”[8]; λαμπρος lampros „błyszczący, świecący, lśniący”[9].
- breviceps: łac. brevis – „krótki” i łac. -ceps – „głowa”[5].

## Morfologia
Jest to niewielki wąż o krótkiej brązowo-czarnej górnej części głowy, o niedużych oczach, brązowych tęczówkach i czarnych okrągłych źrenicach. Ma ubarwienie od ciemnobrązowego do czarnego z charakterystycznymi ciemnobrązowymi plamami, których część przechodzi na pomarańczowy brzuch, w liczbie od 30 do 45. Spód ogona w białe plamy. Gatunek ten jest najbardziej podobny do Atractus poeppigi i Micrurus collaris.
Wymiary:
|                          | Samiec  | Samica  |
| Długość całkowita (mm)   | 534     | 810     |
| Łuski grzbietowe (rzędy) | 17      | 17      |
| Tarczki brzuszne         | 157–177 | 157–177 |
| Tarczki podogonowe       | 46–57   | 46–57   |

## Występowanie
Erythrolamprus breviceps występuje w lasach dorzecza Amazonki i regionu Gujana – w południowo-wschodniej Kolumbii, wschodniej Wenezueli, Gujanie, Surinamie, Gujanie Francuskiej, wschodnim Ekwadorze, północno-wschodnim Peru, północnej Brazylii i Boliwii na wysokościach do około 500 m n.p.m., chociaż część źródeł podaje większe wysokości do 1403 m n.p.m.

## Ekologia i zachowanie
Gatunek ten występuje głównie w lasach tropikalnych, często czasowo zalewanych, w zbiornikach wodnych i ich pobliżu, na polach ryżowych, polanach i zdegradowanych terenach wzdłuż rzek. Prowadzi dzienny, lądowy lub półwodny tryb życia. Żeruje w ciągu dnia lub o zmierzchu, na gruncie, w trawie lub w strumieniach. Dieta składa się z dżdżownic, płazów bezogonowych, stawonogów oraz ryb z rodziny Synbranchidae.

## Status
W Czerwonej księdze gatunków zagrożonych IUCN Erythrolamprus breviceps jest klasyfikowany jako gatunek najmniejszej troski (LC, ang. Least Concern). Trend populacji jest określany jako stabilny.